# Atletica leggera ai XII Giochi panafricani - Getto del peso maschile
La specialità del getto del peso maschile ai XII Giochi panafricani si è svolta il 27 agosto 2019 a Rabat, in Marocco.
La competizione è stata vinta dal nigeriano Chukwuebuka Enekwechi, che ha preceduto gli egiziani Mohamed Ibrahim Khalifa (argento) e Mostafa Amr Hassan (bronzo).

## Programma
| Data           | Ora | Evento |
| -------------- | --- | ------ |
| 27 agosto 2019 |     | Finale |

## Podio
| Oro     | Chukwuebuka Enekwechi Nigeria |
| Argento | Mohamed Magdi Hamza Egitto    |
| Bronzo  | Mostafa Amr Hassan Egitto     |

## Risultati
| Class   | Nome                          | Nazionalità    | #1    | #2    | #3    | #4    | #5    | #6    | Risultati | Note |
| ------- | ----------------------------- | -------------- | ----- | ----- | ----- | ----- | ----- | ----- | --------- | ---- |
| Oro     | Chukwuebuka Enekwechi         | Nigeria        | 20.09 | 20.91 | 20.97 | 21.07 | 21.44 | 21.48 | 21.48     |      |
| Argento | Mohamed Magdi Hamza           | Egitto         | x     | 18.66 | 19.20 | 19.60 | 20.20 | 20.85 | 20.85     |      |
| Bronzo  | Mostafa Amr Hassan            | Egitto         | 19.81 | 19.70 | x     | 19.29 | 20.74 | x     | 20.74     |      |
| 4       | Dotun Ogundeji                | Nigeria        | 18.72 | x     | 19.68 | 19.92 | x     | 20.06 | 20.06     |      |
| 5       | Orazio Cremona                | Sudafrica      | 19.51 | 19.30 | 20.06 | 19.56 | 19.79 | x     | 20.06     |      |
| 6       | Franck Elemba                 | Rep. del Congo | 18.70 | 19.17 | 19.00 | 19.13 | x     | 19.10 | 19.17     |      |
| 7       | Kyle Blignaut                 | Sudafrica      | 17.98 | 17.80 | x     | 17.63 | 17.65 | 17.81 | 17.98     |      |
| 8       | Henry-Bernard Baptiste        | Mauritius      | 16.44 | 17.88 | 17.73 | 17.65 | x     | 16.77 | 17.88     |      |
| 9       | Amine Moukhles                | Marocco        | 16.12 | 16.07 | x     |       |       |       | 16.12     |      |
| 10      | Billy Jospen Takougoum Kuitch | Camerun        | x     | 14.49 | 16.06 |       |       |       | 16.06     |      |
| 11      | Mohammed Chachi               | Marocco        | 15.09 | 14.82 | x     |       |       |       | 15.09     |      |
| 12      | Zegeye Moga                   | Etiopia        | 14.16 | 13.87 | x     |       |       |       | 14.16     |      |
| dns     | Dominic Ondigi Abunda         | Kenya          |       |       |       |       |       |       | dns       |      |